# Buatier de Kolta

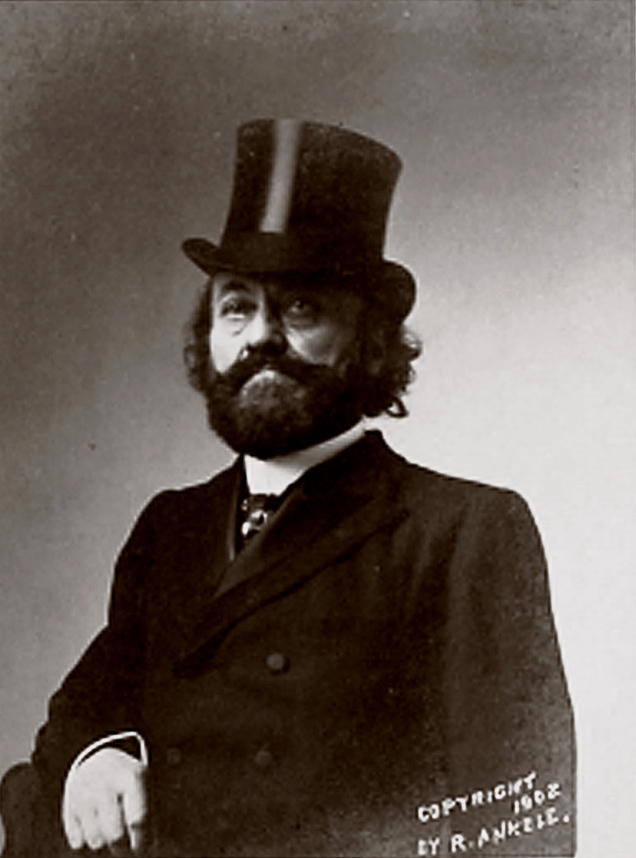
Buatier de Kolta 1902

Buatier de Kolta (geb. Joseph Buatier; * 18. November 1847 in Caluire-et-Cuire bei Lyon, Frankreich; † 7. Oktober 1903 in New Orleans) war ein französischer Zauberkünstler und Automatenkonstrukteur.

## Leben
Joseph Buatier sollte nach dem Willen des Vaters, eines Lyoner Seidenhändlers, Priester werden. Als er 21 Jahre war, verließ er das Priesterseminar und versuchte sich als Maler. In dieser Zeit lernte er in Lyon den ungarischen Zauberkünstler Julius Vidos de Kolta kennen. Beide gingen 1870 auf Tournee in die Schweiz und Italien, wobei Buatier als Geschäftsführer fungierte. Es folgten danach Spanien, Deutschland, Russland und Holland. 1873 erfand Buatier den ohne Bedeckung verschwindenden Vogelkäfig.
Nach der Trennung von de Kolta ging er 1875 nach England und gastierte u. a. in der berühmten Egyptian Hall in London. 1882 ging er auf Deutschlandtournee mit den Städten Hamburg, München und Dresden. 1885 weilte er in Paris und zeigte dort als sein neuestes Kunststück „Le Cocon“. 1886 trat er wiederum in der Londoner Egyptian Hall mit dem Schwarzen Kabinett auf.
1891 zeigte er in Paris das Verschwinden seiner als Kanarienvogel verkleideten Frau aus einem Vogelkäfig. Im selben Jahr trat er eine Amerika-Tournee an. 1894 und 1897 gastierte er in Paris, wobei er 1897 als neuen Trick das Verschwinden von einer 7 Meter hohen Leiter in einer Halle, welche auf dem Pariser Marsfeld stand, zeigte.
1902 zeigte er seine letzte große Erfindung, einen vor den Augen des Publikums ohne Bedeckung wachsenden Würfel, dem am Ende seine Frau entstieg.
1903, während seiner zweiten Amerika-Tournee, verstarb er plötzlich in New Orleans.

## Bedeutung
Er war einer der größten Erfinder magischer Tricks. Bis heute gibt es zahlreiche noch verwendete Illusionen, die auf die Ideen und Erfindungen von Buatier zurückgehen, so etwa Klappblumen, das Durchstechen einer Person mit einem Schwert und andere.